# Amblyscartidia trifasciata
Amblyscartidia trifasciata är en insektsart som beskrevs av Cavichioli et Sakakibara 1989. Amblyscartidia trifasciata ingår i släktet Amblyscartidia och familjen dvärgstritar. Inga underarter finns listade i Catalogue of Life.